# Pinball Gold Pack
Pinball Gold Pack è una compilation di videogiochi tutti di tipo flipper, uscita nel 1996 per sistemi MS-DOS e Windows. Nel 2014 è stata riproposta da Rebellion per sistemi più recenti sul sito GOG.com. Comprende venti tavoli di gioco flipper ottimizzati per poter funzionare correttamente su sistemi odierni.

## Tavoli
- Ignition, Beat Box, Nightmare e Steel Wheel da Pinball Dreams.
- Neptune, Revenge of the Robot Warriors, Stall Turn, Safari da Pinball Dreams 2.
- Speed Devils, Billion Dollar Gameshow, Stones 'N Bones e Partyland da Pinball Fantasies.
- Jailbreak, Tarantula, Kick Off e Jackpot da Pinball Mania.
- Vikings: The Tales, Law 'n Justice, Extreme Sports, Babewatch da Pinball Illusions.